# A Family Guy szereplőinek listája
Az alábbi szócikk ismerteti a Family Guy című televíziós sorozat fő- és mellékszereplőit.

## Griffinék

### Peter Griffin
Justin Peter Löwenbrau Griffin Sr. (eredeti hangja Seth MacFarlane, magyar hangja Kerekes József) a családfő, 45 éves ír-amerikai származású gyári munkás. A sorozat legtöbb epizódjában elhízott, ostoba, lusta, esetleg épp harsány, gyerekes, és alkoholista. Kezdetben a Kockafej Játékgyárban dolgozott, majd az üzem megszűnése után egy ideig halász lett, jelenleg a Pawtucket Sörgyárban dolgozik. Apja, Mickey McFinnagan egy alkoholista ír fickó, akitől anyja, Thelma teherbe esett, el akarta vetetni Mexikóban, de aztán meggondolta magát. Mostohaapja, Francis egy bigott katolikus férfi volt. A sorozat legtöbb epizódja körülötte forog, és az őrültségei körül, amiket a fejébe vesz.

### Lois Griffin
Lois Patrice Pewterschmidt (eredeti hangja Alex Borstein, magyar hangja Vándor Éva) 43 éves háztartásbeli, a Griffin-gyerekek anyja. A vagyonos, német eredetű Pewterschmidt-család sarja, anyja révén, aki holokauszt-túlélő, félig zsidó. Ennek ellenére protestáns hitben nevelkedett. Időnként elvállal különféle munkákat, leginkább zongoraleckéket ad. Peter legtöbb hülyeségével szemben ellenvetése van, ám neki is vannak furcsa hajlamai: szerencsejáték-függőségre hajlamos, látens biszexuális, és időnként elfojtott depresszióval küszködik. Korához képest rendkívül jól néz ki, mind Glenn Quagmire, mind Brian vonzódik iránta.

### Meg Griffin
Megan Harvey Oswald (egy epizódban Megatron) Griffin (eredeti hangja Lacey Chabert az 1. évadban, azután Mila Kunis, magyar hangja Nemes Takách Kata) Griffinék legidősebb, 17 éves gyereke. Egy intelligens, bizonytalan, túlérzékeny, de öntudatos lány, akit az iskolában is rendszeresen szekálnak, de családja részéről is legtöbbször megvetés vagy gúny tárgya, minden különösebb ok nélkül. Ez utóbbi szekálás a sorozat "hurrikán-epizódja" idején éri el a tetőpontját, amikor Meg elmondja a keresetlen véleményét mindegyikükről, az ezt követő részekben Griffinék visszavesznek ebből. Külsejére rendszeresen megjegyzéseket tesznek. Minden vágya beilleszkedni valahová, ami nem igazán sikerül. Számos férfival került romantikus kapcsolatba, ilyenkor gyakran pszichotikus módon viselkedik. Eredeti szinkronszínészének cseréje visszatérő poénként felbukkan.

### Chris Griffin
Christopher Cross Griffin (eredeti hangja Seth Green, magyar hangja Hamvas Dániel) a középső gyerek, 14 éves és sokban hasonlít Peterre. Kövér, barátságos és rendkívül egyszerű észjárású, ostoba, és könnyen manipulálható. Mindazonáltal a képességei megvannak, ügyesen rajzol és időnként jól megfogalmazott, határozott mondatokkal fejezi ki a véleményét. Szintén beilleszkedési nehézségekkel küzd, de ezeken, butaságából is kifolyólag, könnyebben túlteszi magát, mint nővére. Eredeti szinkronhangja Seth Green, aki a hang kialakításakor Ted Bundy hangját próbálta alapul venni.

### Stewie Griffin
Stewart Gilligan Griffin (eredeti hangja Seth MacFarlane, magyar hangja Dolmány Attila) a legkisebb gyerek, habár még csak csecsemő, képes beszélni, méghozzá fennkölt brit akcentussal (a magyar változatban választékos beszédmóddal fogalmaz, de leginkább csak a korai évadokban). Beszédét a vele egykorúakon kívül szemlátomást csak Brian és Chris értik a családból. Rendkívüli intelligenciája van, a sorozat kezdeti évadaiban folyamatosan azon volt, hogy megölje Loist, ám erről később letett. Esze ellenére sokszor kisgyerek módjára viselkedik, kedvenc játéka az általa emberi tulajdonságokkal felvértezett Rupert, a plüssmaci. Legjobb barátja Brian, aki gyakran elkíséri fantasztikus kalandjai során. Stewie egyfajta őrült tudós, találmányai számos galibát okoznak. Legjelentősebb találmánya az időgép, amely a sorozat több epizódjában is felbukkan. Szexualitása kétséges, számos geg utal látens homoszexualitására vagy transzvesztita hajlamára, ugyanakkor több epizódban szerelmes lesz lányokba is.

### Brian Griffin
Brian H. Griffin (eredeti hangja Seth MacFarlane, magyar hangja Schnell Ádám) a család kutyája, akit Peter fogadott be az utcáról, egy 7-8 év körüli labrador retriever, Stewie és Peter legjobb barátja. Ő és Stewie számos epizódban szerepelnek közösen, mint főszereplők, köztük a kritikailag is népszerű "Út..." epizódokban. Brian magasan iskolázott kutya és gyakran képviseli a józan ész nézőpontját Peter idegesítő hülyeségeivel szemben. Titokban szerelmes Lois-ba. Sikertelen író, az "Ámor nyilánál gyorsabban" című regénye sosem akar elkészülni, majd miután kiadják, nevetség tárgya lesz. Másik műve a "Kívánd, akard, tedd", mely annak ellenére, hogy kifigurázásnak szánta, meglepő módon sikeres lett. Brian ateista, liberális, környezetvédő, támogatja a melegházasságot és a drogok rekreációs célú fogyasztását, emellett rendszeresen fogyaszt alkoholt. Kedvence a martini. Sokszor viselkedik hipokrita módon, fellengzős módon henceg a tudásával, illetve próbálja a művelt értelmiségi látszatát kelteni, amiről gyakran kiderül, hogy csak hazug máz és ilyenkor megszégyenül. Számos emberi tulajdonsággal rendelkezik (többször randevúzik például nőkkel), azonban ha a helyzetkomikum úgy kívánja (pl: örül), kutyaként viselkedik. Brian a sorozat egyik epizódjában meghal, miután elüti egy autó, azonban két résszel később az alkotók visszahozták őt az életbe Stewie időgépe segítségével.

### A család további tagjai
- Francis Griffin (Charles Durning, magyar hangja Rudas István): Peter Griffin mogorva, ír-amerikai származású nevelőapja. Egy ideig házasságban élt Peter szülőanyjával, Thelma Griffinnel. Megszállottan katolikus, utálja Loist mert református, gyakran nevezi "protestáns szajha"-nak. Helyteleníti Peterék életmódját és gyakorta próbálja meg a nézeteit ráerőszakolni a családra. Mindezek ellenére többször is megmutatkozik a Peter iránti őszinte szeretete és az unokáival való törődése. Egy malomban dolgozott, majd nyugdíjazták. A Szent szar című epizódban felveszik Peter munkahelyére, ahol gyors karriert fut be és kirúgja Petert. Végül a pápa testőre lesz. Meg tizenhetedik születésnapján kerül kórházba, miután Peter bohócnak öltözve, részegen megpróbál egy monociklivel lekerekezni a lépcsőn, de Francis fejére esik, majd meghal. Megjelenik a Tökéletes hajótörött című epizódban és szellemként a Family Goy című részben, amiben lebeszéli Petert a judaizmusra való áttérésről.
- Mickey MacFinnagan (Seth MacFarlane, magyar hangja Kerekes József): Peter vér szerinti apja, egy ír alkoholista. Amikor Peter felkeresi őt, csak kineveti és nem hajlandó elismerni fiaként, mígnem asztal alá nem issza őt.
- Thelma Griffin (Phyllis Diller, magyar hangja Illyés Mari): Peter anyja, illetve Francis felesége, amíg 82 éves korában el nem válik tőle. Jellegzetes ősz hajához társul lila fülbevalója és nyaklánca. Akárcsak fia, ő is szemüveges, amellett erős dohányos. Gyakran olyan szerepben bukkan fel, amikor fiával valamilyen rossz hírt kell közölnie. Később egy idősek otthonába költözött, majd szívrohamban elhunyt. Az alkotók a szinkronszínész Phylis Diller halála iránti tiszteletből írták ki a karaktert.
- Chip Griffin (Seth MacFarlane, magyar hangja Kerekes József): Peter parazita ikertestvére, akit a nyakából operálnak ki. Kisnövésű és jókedélyű alak, aki egy részben szerepelt, ezután elindult felfedezni a világot. Állítólag "A semmi közepén" című sorozatban kapta meg az egyik gyerek szerepét.
- Karen "Sunavér" Griffin (Kate McKinnon, magyar hangja Mics Ildikó): Peter nővére, aki profi pankrátorként tevékenykedik, és hasonlóan durván piszkálja öccsét, mint ahogy azt Peter teszi Meggel. Annak ellenére, hogy az apjuk más, mégis Peterre emlékeztető külseje van. Egy mérkőzést követően Meg leüti őt egy székkel, amitől kómába esik, és amikor telefonálnak a kórházból, hogy vérátömlesztésre lenne szüksége, Peter letagadja, hogy egyezne a vércsoportjuk.
- Carter Pewterschmidt (Seth MacFarlane, magyar hangja Barbinek Péter, a korai részekben Áron László és Cs. Németh Lajos): Lois apja, Babs férje. Nyugdíjas korú milliárdos iparmágnás, akinek számtalan cége van. Munkamániás, megőrül, ha nem dolgozhat. Különféle úri kluboknak a tagja. Utálja Petert és rendszeresen szekálja őt, mégis egyes epizódokban kénytelenek együttműködni egy közös célért. Sokszor kimondottan rosszindulatúan viselkedik másokkal szemben is, alkalmanként pedig mint nőcsábász jelenik meg. Carter számos tulajdonságával sztereotipizálja az idős embereket, például ódivatú dolgokat kedvel, el-elbóbiskol, vagy éppen látványos módon szed be tablettákat.
- Babs Pewterschmidt (Alex Borstein, magyar hangja Kovács Nóra és Ősi Ildikó): Carter felesége. Sokszor történik rá utalás, hogy csak a pénzéért és a családi örökségért ment hozzá. Férjével ellentétben sokkal kedvesebb Peterhez. Fiatalabb korában volt egy afférja a színész Jackie Gleason-nal,amely traumatizálta a fiát, Patricket. Később kiderül róla, hogy holokauszt-túlélő zsidó, csak Carter kedvéért keresztelkedett ki. Egy-egy epizódban otthagyja Cartert, akivel aztán újra összejönnek.
- Carol Pewterschmidt-West (Julie Hagerty): Lois húga, aki már kilencszer volt házas és mind a kilencszer el is vált. Az egyik epizódban fia született, de rejtélyes módon utána többé nem is tettek említést róla. Legutolsó válását követően ismerkedett meg Adam Westtel, akihez hozzáment és egészen a haláláig együtt voltak.
- Patrick Pewterschmidt (Robert Downey Jr., Oliver Vaquer, magyar hangja Pálmai Szabolcs): Lois és Carol bátyja. Sokáig a létezéséről sem tudtak, mert Carterék titokban tartották, arra Lois csak véletlenül jött rá. Patrick elmebeteg, egy elmegyógyintézetben él képzeletbeli feleségével, Mariannel. Gyerekkorában hatalmas trauma érte, amikor rajtakapta az anyját Jackie Gleason-nel, azóta gyűlöli a kövér embereket.
- Bertram (Wallace Shawn, magyar hangja Szokol Péter): egy leszbikus pár gyereke, aki Peter spermájának a felhasználásával született, s ily módon Stewie féltestvére. Hozzá hasonlóan egy zseni és ördögien gonosz, ők ketten gyakran összecsapnak. Az egyik epizódban megpróbálta Stewie-t kitörölni a létezésből azzal, hogy megölte ősét, Leonardo Da Vincit, csak azzal nem számolt, hogy Stewie teremtette véletlenül az Univerzumot, így előállt egy időparadoxon, Stewie pedig kénytelen volt végezni vele.
- Dlyan Flannigan (Seth Green, magyar hangja Baráth István, és Horváth-Töreki Gergely): Brian fia, aki meglepő módon idősebb az apjánál (Brian erre egy értelmezhetetlen magyarázattal áll elő, amikor azt mondja, hogy egy kutyaév több emberévnek számít) és vele ellentétben ember. Brian véletlenül talál rá, amikor még egy erőszakos, léha tinédzser, majd fokozatosan megnyílik apja előtt és igazi mintadiák lesz. Később a Disney Channel egyik ifjúsági sorozatának szereplője lesz.
- Jasper (Seth MacFarlane, magyar hangja Schnell Ádám): Brian unokatestvére, egy sztereotip módon homoszexuális kan kutya. Ritkán bukkan fel a sorozatban, az egyik részben összeházasodott filippínó partnerével, Ricardóval.
- Pouncey Stewie és Brian által befogadott nőstény kóbor macska. Meg veszi gondozásba, aki idővel rájön Pouncey alattomos szándékára. (Stewie és Brian elrablási tervére.) Figyelmezteti a többieket, de nem hisznek neki.

## A Spooner Street-i szomszédság
- John Herbert (Mike Henry, magyar hangja Cs. Németh Lajos): egy 97 éves pederaszta öregúr, akinek kisfiúk elcsábításán jár az esze. Különösen érdeklődik Chris iránt, aki csak az egyik részben kérdezi meg tőle (választ nem kapva), hogy pedofil-e, a sorozat legtöbb részében fogalma sincs erről. Stewie szerint mindenki tudja róla, hogy milyen és mégsem tesz ellene senki semmit. Van egy kutyája, Jesse, aki annyira öreg, hogy a hátsó lábait nem tudja használni. Magas hangja van, az angol változatban az S betűt pedig jellegzetesen "fütyülősen" ejti. Gyakorlatilag mindig egy kék fürdőköntösben, járókerettel látható, bolyhos papucsban, és kétértelmű megjegyzéseket tesz a fiúknak. A Koponyák Társaságának ősrégi tagja. A második világháborúban is harcolt, ahol a szövetségesek oldalán tizedesi rangban szolgált, de pedofil hajlamai miatt koncentrációs táborba került. Van egy Sandy nevű unokahúga.
- Doug (Chris Parnell, magyar hangja Juhász Zoltán, Kossuth Gábor és Pálmai Szabolcs) egy gazdag családból származó kisgyerek, aki Stewie-val egy óvodába jár, és gyakran rivalizálnak. Általában olyankor jelenik meg, amikor valamiért megszégyeníti Stewie-t.

### Quagmire család
- Glenn Quagmire (Seth MacFarlane, magyar hangja Seder Gábor): Griffinék szexőrült szomszédja, az egyik epizód tanúsága szerint 61 éves. Fiatalabb korában a tengerészgyalogságnál szolgált, manapság pedig utasszállító repülőgépek pilótája. Túlfűtött szexualitása a legfőbb ismertetőjele, ennek során sokszor használja a "Migiri!" illetve az "Úgy ám!" kifejezéseket, minden nőért odavan, különösen Lois-ért. Valamiért különösen szereti a macskákat, Brian-t pedig utálja a viselkedése miatt. Magyar hangja valamivel másabb, mint az eredeti, az önállóan fejlődött ki a szinkronizálás során.
- Crystal Quagmire (Alex Borstein és Allison Janney, magyar hangja Téglás Judit): Quagmire anyja, aki fia bevallása szerint promiszkuitásával tönkretette az életét és azzá az emberré rontotta őt, aki most. Idősebb korára azonban megtalálta a vallást, amelyben új életet kezdett.
- Dan Quagmire/Ida Davis (Seth MacFarlane, magyar hangja Galbenisz Tomasz és Vári Attila): vietnami háborús hős, akit kezdetben homoszexuálisnak hisznek a viselkedése miatt, aztán kiderül, hogy transznemű. Felveszi az Ida nevet, és nővé operáltatja magát, amivel Quagmire nagyon nehezen birkózik meg. Brian kétszer is viszonyt kezdeményez vele, ami szintén feldühíti őt.
- Brenda Quagmire (Alex Borstein, Kaitlin Olson): Glenn húga, aki egy bántalmazó párkapcsolatban él Jeff Ganajjal, amit képtelen otthagyni. Az egyik epizódban Quagmire végez Jeff-fel.
- Gary Quagmire: csak említés szintjén nevezik meg az egyik részben, mint Glenn süket öccse.
- Anna Lee (Mae Whitman): Quagmire lánya, aki egy egyéjszakás kaland eredménye, akit később egy másik család adoptál.
- Courtney Quagmire (Mandy Moore, magyar hangja Csondor Kata): Quagmire másik, tizenéves korú lánya, akire véletlenül talál rá.

### Brown család
- Cleveland Brown (Mike Henry, Arif Zahir, magyar hangja Kapácsy Miklós): Peter afroamerikai származású, jókedélyű barátja, aki korábban egy büfét üzemeltetett. Kissé túlsúlyos, bajuszos férfi, aki mindenkivel nagyon kedves, és jellegzetes beszédhangja van (a magyar változatban Kabos Gyula hangja szolgáltatta az inspirációt a korai részekben, később ez már kevéssé jellemző). Visszatérő poén, hogy Peter az őrültségeivel megrongálja a házát úgy, hogy fürdőkádastól lezuhan az emeletről. Van egy fia, Cleveland Jr., első feleségétől, Lorettától. Egy időben kikerült a sorozatból, és a Virginia állambeli Szarfészek településre költözve "A Cleveland-show" főszereplője lett. Később új családjával együtt visszatért, azóta változatos munkakörökben, de főként postásként látható.
- Loretta Brown (Alex Borstein, magyar hangja Némedi Mari): Cleveland első felesége, Cleveland Jr. anyja. Harsány és nagyszájú, a férjével is elég durván bánik olykor, amivel Cleveland tökéletes ellentéte. Egy alkalommal megcsalja a férjét Quagmire-rel, ami miatt elválnak, és később hiába bánja meg, Cleveland nem fogadja vissza. A váláskor övé lesz a ház, amit meghirdet eladásra. "A Cleveland-show" első epizódjában meghal, amikor Peter hasonló módon megrongálja a házat, mint általában, csak amikor Loretta kizuhan az emeletről a fürdőkáddal, azt Cleveland-del ellentétben nem éli túl.
- Cleveland Brown Jr. (Mike Henry, Kevin Michael Richardson, magyar hangja Varga Gábor): Cleveland és Loretta fia. Első megjelenései idején még csontsovány és hiperaktív, "A Cleveland-show"-tól kezdve azonban túlsúlyos és letargikus. Ugyanebben a sorozatban az egyik részben utalnak rá, hogy a hirtelen változás annak köszönhető, hogy az igazi Cleveland Jr. helyére egy imposztor lépett. A fiú elvesztette a hitét Istenben szülei válása után. Jellegzetes magas hangon beszél.
- Donna Tubbs-Brown (Sanaa Lathan, magyar hangja Agócs Judit, később Menszátor Magdolna, utána Zakariás Éva): Cleveland második felesége, akinek már született két gyereke egy Robert Tubbs nevű férfitól.
- Roberta Tubbs (Reagan Gomez-Preston, magyar hangja Závodszky Noémi): Donna lánya, egy átlagos fekete tinédzserlány. A Family Guyban csak háttérszereplőként bukkan fel.
- Rallo Tubbs (Mike Henry, magyar hangja Scherer Péter): Donna fia, a Brown család legkisebb tagja. A Family Guyban ő is csak háttérszereplőként bukkan fel.

### Swanson család
- Joe Swanson (Patrick Warburton, magyar hangja Varga Rókus): Griffinék szomszédja, kerekesszékhez kötött rendőr, aki impotenciával és inkontinenciával küzd. Állapotához képest nagyon jól végzi még mindig a munkáját, becsületes és hatékony bűnüldöző. Lebénulására több magyarázatot is adott: legelőször azt mondta, hogy karácsonykor a Grincset üldözte és lezuhant a tetőről, majd később már azt, hogy egy Bobby Briggs nevű bűnöző üldözése közben sérült meg végzetesen. Sokszor kommunikál emelt hangon és sokszor bedühödik. Elfojtott agressziója miatt a perfekcionizmusa gyakran lobbanékonyságba csap át. Kedvel olyan dolgokat vagy időtöltéseket, amit a többiek furcsának találnak. Karakterének bénasága sokszor poén tárgya.
- Bonnie Swanson (Jennifer Tilly, magyar hangja Sági Tímea és Kiss Erika az 5. epizódban): Joe nyugodt és idegesítő hangon beszélő felesége, Kevin és Susie anyja. Utóbbival a sorozat első évadaiban állandóan terhes volt. Házasságuk nem túl boldog, főként azért, mert Bonnie-ra hárul Joe ellátásának a terhe is. Egy alkalommal Joe hagyja el őt, amikor újra tud járni, mígnem gerincen nem lövi őt, hogy újra kerekesszékbe kényszerüljön. Máskor Bonnie utazik Párizsba azzal a szándékkal, hogy ott megcsalja Joe-t, egyszer pedig Briannel is kikezd. Ő és Joe úgy ismerkedtek meg, hogy korábban sztriptíztáncos volt, Joe pedig első látásra beleszeretett egy bárban.
- Kevin Swanson (Scott Grimes, magyar hangja Stern Dániel, Galbenisz Tomasz és Kossuth Gábor): Joe és Bonnie fia. A korai részekben csak epizódszereplő volt, majd sokáig nem került elő, végül Joe közölte, hogy meghalt Irakban. Egy hálaadási vacsora során aztán váratlanul beállít, és egy zavaros történetet ad elő megmeneküléséről, ám kiderül, hogy csak megrendezte a saját halálát és dezertált. Jelenleg szüleivel él, a kishúgával osztozik egy szobán.
- Susie Swanson: Joe és Bonnie csecsemő lánya. Bár nem beszél, gyakran hallani a belső monológját, amit Patrick Stewart ad elő (magyarul pedig Berzsenyi Zoltán). Stewie első látásra beleszeretett, később azonban Susie megverte őt.
- Bud Swanson (Ed O'Neill, magyar hangja Fehér Péter): Joe apja, akivel a fia nem mert évekig találkozni, mert mindig sértegette a kerekesszékes embereket, és attól félt, hogy vele is ezt teszi majd.

### Goldman család
- Mort Goldman (John Brennan, magyar hangja Molnár Levente): lengyelországi zsidó származású patikus, Peter egyik barátja. Személyében testesíti meg az összes zsidó sztereotípiát, gyakran osztja meg ismerőseivel különféle nyavalyáit illetve hogy hogyan piszkálták az iskolában. Eleinte csak háttérszereplő volt, később, főként Cleveland elköltözését követően gyakori mellékszereplővé vált.
- Neil Goldman (Seth Green, magyar hangja Molnár Levente): Chris osztálytársa, egy igazi sztereotíp kocka, az iskolai újság szerkesztője és a videós klub tagja. Sokkal magabiztosabb, mint az apja, ezért fel sem tűnik neki sokszor, hogy a nyomulása visszatetszést kelt. Több epizódban is megpróbálja becserkészni Meget. Fogszabályzója miatt enyhén pöszén beszél.
- Muriel Goldman (Nicole Sullivan): Mort felesége, Neil anyja, külsöre meglepően hasonlít mindkettejükre. Férjével egy videorandi-szolgáltatás segítségével találkozott. A kilencedik évad nyitóepizódjában megöli őt Diane Simmons, amikor véletlenül rájön, hogy a nő végzett James Woods-szal.

## Az Ötös Csatorna stábja
- Tom Tucker (Seth MacFarlane, magyar hangja Bolla Róbert): a csatorna hírolvasója. Fiatalabb korában ő játszotta Michael Myers-t a "Halloween 4" című filmben. Kissé nagyképű, szereti inzultálni a körülötte lévő embereket, különösen hírolvasó társait. Kétszer nősült, első házasságából van egy fia, Jake, akinek fejjel lefelé van az arca a fején. Tom még hétköznapi beszélgetések során is hírolvasói stílusban fogalmaz.
- Diane Simmons (Lori Alan, magyar hangja Tóth Szilvia): a csatorna másik hírolvasója és korábban talk show-t is vezetett. Születési neve Diane Seidelman. A kilencedik évad első epizódjában kiderül, hogy randizott James Woods-szal, aki szakított vele, majd Tom is ki akarta dobatni a műsorból, és ezek hatására bosszút esküdött a férfiak ellen. Ő ölte meg James Woods-ot és fogta Tom Tuckerre a gyilkosságokat. Amikor Loisszal is végezni akart, Stewie egy mesterlövészpuskával leszedte és lezuhant a sziklákról a tengerbe.
- Joyce Kinney (Christine Lakin, magyar hangja: Törtei Tünde): a csatorna új hírolvasója Diane halála után. Gimis korában túlsúlyos volt, ami miatt sokat szekálták, különösen Lois, ezért bosszút forralt ellene, és kihasználta, hogy soványan Lois nem ismerte fel.
- Trüsi Tekibana (Alex Borstein, magyar hangja Nádorfi Krisztina): a csatorna helyszíni tudósítója, aki számos ázsiai sztereotípiát megtestesít.
- Ollie Williams (Phil LaMarr): a csatorna afroamerikai meteorológusa, aki mindig rendkívül tömören és gyorsan fogalmaz.

## Peter munkatársai
- Mr. Jonathan Weed (Carlos Alazraqui): a Kockafej Játékgyár homoszexuális tulajdonosa, Peter első főnöke. Spanyolos akcentussal beszél, Peter húzásai pedig sokszor felidegesítik. A Griffinéknél elköltött családi vacsora során megfullad, ezután ledózerolják a játékgyárat.
- Santos és Pasqual (Dennis Martel és Mark Peredes): portugál emigránsok, akik egyáltalán nem beszélnek angolul, ezért az általuk mondottakat feliratozzák.
- Pawtucket Pat (Michael McKean): a Pawtucket sörgyár eredeti tulajdonosa, aki Willy Wonkához hasonlóan rejtőzködik a nyilvánosság elől. Csak a második évad egyik epizódjában szerepel, majd a nagyedik évadban megemlítik, hogy eladta a sörgyárat. Egyik ősét szintén Pawtucket Patnek hívták, neki szobrot is állítottak Quahog-ban, amit le akartak dönteni, miután kiderült, hogy a sörének a receptjét az indiánoktól lopta.
- Angela (Carrie Fisher, magyar hangja Oláh Orsolya és Bessenyei Emma): a Pawtucket Sörgyár szállítmányozási részlegének vezetője. Peterrel szemben gyakran hűvösen bánik és lebecsüli a teljesítményét. Egy epizódban, amikor Petert szemüveg nélkül látja, komolyan megkörnyékezi, és amikor visszautasítja, öngyilkos akar lenni. Peter megtudja, hogy nagyon régen nem volt randija, és ezért megadja neki, amit akar – de nem ő fekszik le vele, hanem Mort Goldman álruhában. Carrie Fisher halálát követően a karaktert az iránta érzett tiszteletből kiírták a sorozatból.
- Bert és Sheila (Bryan Cranston és Niecy Nash, magyar hangjuk Maday Gábor és Mezei Kitty): egy vegyes rasszú házaspár, akik Angela halála után átvették a pozícióját. Liberális elveket vallanak és ezeket gyakran hangoztatják is.
- Hammer (Damien Fahay, magyar hangja Hám Bertalan): egy sztereotíp módon ábrázolt Z-generációs fiatalember, akit azért vettek fel a céghez, hogy jobban megértsék a fiatal vásárlóközönséget. Folyton a közösségi médián lóg, könnyen lehet triggerelni, és elvárja, hogy csak pozitív dolgok történjenek vele. Egy alkalommal Peterrel közösen e-cigiznek, és ekkor Peter is olyanná alakul, mint ő. Miután balesetet szenved a saját hibájából, meghal.
- Opie (Mark Hentemann): egy zavart és gyakorlatilag csak gurgulázva kommunikáló idősebb férfi, Peter munkatársa, aki rendre a hónap dolgozója. Az egyetlen ember, aki érti, hogy mit mond, az Angela. Egy malőr után végül kirúgják a cégtől. Egy epizód tanúsága szerint nem is szellemileg visszamaradott, hanem súlyos alkoholista, és az italos állapot miatt viselkedett mindig is úgy.
- Fouad (Mike Henry): arab származású dolgozó a sörgyárban, aki legtöbbször egy szarkasztikus vagy ironikus megjegyzést kommentál, ahogy próbálja megérteni az amerikai humort.
- Stella (Marleen Matlin): egy siket nő, akit Opie helyére vesznek fel a gyárba.

## Az Adam West (korábban James Woods) Gimnázium
- John Shepherd igazgató (Gary Cole, magyar hangja Albert Péter, Konrád Antal és Németh Gábor): a gimnázium kissé különc igazgatója. Zsidó származású, válása miatt túl van egy idegösszeomláson, aminek sokszor tudtát adja.
- Mr. Berler (Seth MacFarlane): Meg egyik tanára, főként a korai évadokban bukkan fel.
- Connie D'Amico (Lisa Wilholt, magyar hangja Molnár Ilona): a gimnázium legnépszerűbb és legszebb lánya, aki narcisztikus és önző vonásokkal rendelkezik. Lenézi azokat, akikről úgy érzi, hogy az iskolai rangsorban alatta állnak és mindenkit arra bátorít, hogy piszkálják azokat. Meg több epizódban is szeretne Connie bandájába tartozni de csak nagyon különleges és ritka alkalmakkor sikerül neki.
- Gina (Alex Borstein, Camille Guaty, Nina Dobrev): Connie legjobb barátnője
- Esther (Christina Milian): Meg afroamerikai származású barátnője
- Patty Breckenridge (Martha MacIsaac): Meg vörös hajú barátnője. Két anyja van, leszbikus kapcsolatban nevelkedett. Az egyik epizódban Brian felfedezi, hogy az arca ellenére iszonyú jó teste van, ezért megpróbálja becserkészni őt.
- Ruth Cochamer (Natasha Melnick, Emily Osment): Meg harmadik barátnője. Ő volt az aki vele volt, amikor Párizsban elrabolták őt az egyik epizódban.

## Egyéb visszatérő karakterek
- Adam West polgármester (Adam West, magyar hangja Berzsenyi Zoltán): Quahog polgármestere, akit az őt megformáló szinkronszínész után mintáztak és neveztek el. Habókos és sok furcsa dolgot csinál politikusként is. Alapvetően jó szándékú, de nagyon megbízhatatlan. Elvette feleségül Carolt, Lois húgát. Adam West halála után a polgármestert is kiírták a sorozatból.
- Wild Wild West (Sam Elliott, magyar hangja Orosz István, Sörös Sándor és Beratin Gábor): Adam West vidéki unokatestvére. Jellegzetessége hatalmas bajsza. Peter kéri fel, hogy legyen a város új polgármestere. Akárcsak Adam Westet, őt is az őt alakító szinkronszínész alapján hozták létre.
- Bruce Straight (Mike Henry): középkorú bajuszos férfi, aki nagyon lágy, feminin hangon beszél. A korai epizódokban még nem volt neve, de már ekkor felbukkant háttérszereplőként. Gyakran használja a "Jaj, ne!" kifejezést. A legkülönfélébb munkakörökben dolgozik. Nyíltan homoszexuális, partnere Jeffrey, akit a műsor során legtöbbször csak megemlítenek, illetve képernyőn kívül van, amikor beszélgetnek. Egyes gegekben Bruce hangján szólalnak meg bizonyos karakterek, mint például egy óriási méhecske, az Alien-sorozat xenomorf lénye, egy Tetris-blokk, vagy egy óriás mutáns patkány.
- Carl (H. Jon Benjamin, magyar hangja Holl Nándor, Bartucz Attila és Versényi László Yodaként): eladó egy benzinkút üzletében. Mindig nyugodt, monoton hangon beszél, és általában nem fejezi ki az érzéseit semmilyen helyzetben. Moziőrült, a legtöbb filmről órákig képes beszélni, és különösen vonzódik a szép színésznőkhöz. Chris-szel jól összebarátkozik.
- Consuela De La Morrela (Mike Henry, magyar hangja Forgács Gábor és Presits Tamás): mexikói származású takarítónő, a latin-amerikai sztereotípiák megtestesítője a sorozatban. Töri az angol nyelvet, visszatérő mondata a "No, no, no...", amit akkor mond, ha megkérik valamire. Több karakternél is dolgozik a sorozat során. A férje még mindig Mexikóban él, a fia Rodrigo a börtönbüntetését tölti, az Isabella nevű unokahúgába Chris szerelmes lesz, ezen kívül népes családdal rendelkezik.
- Elle Hitler (korábban Joanna, Alex Borstein, magyar hangja Kiss Anikó): könyvtáros, aki a saját, rémes viccein szeret nevetni. Adam West halála után indult a polgármesteri címért.
- Halál (Norm MacDonald, Adam Carolla, magyar hangja Epres Attila és Háda János): egy csontváz fekete csuklyás köpenyben, amit gyakorlatilag sosem vesz le. Általában akkor jelenik meg, ha valaki meghal, de van, hogy visszaviszi Petert az időben, vagy éppen megmutatja neki, milyen más lenne az élet, ha valamivel felhagyna. Különleges képessége, hogy akihez hozzáér, az is meghal. Van egy anyja, illetve egy alkalommal ő is meghal, és a Szuper Halál viszi el.
- Dr. Elmer Hartman (Seth MacFarlane, magyar hangja Cs. Németh Lajos és Berzsenyi Zoltán): egy inkompetens orvos a quahog-i kórházban. Epizódról epizódra más szakterületen tevékenykedik, de ahhoz sem ért túlságosan. Ennek ellenére sokszor ragyogó munkát végez. A Yale-en diplomázott, saját bevallása szerint kézírása miatt diplomázott le, ugyanakkor diszlexiás. Egy epizódban bevonják az orvosi engedélyét, amikor Peter szexuális zaklatással vádolja meg egy prosztatavizsgálat után. Egyszer Peter felfedezi, hogy az apósa és az ő hangja mennyire egyformák, amit nem is vettek észre, hiszen ők ketten nem szoktak találkozni. Ez azért van így, mert mindkettejüknek Seth MacFarlane a szinkronhangja, a magyar változatban ez értelemszerűen nincs így (bár a kezdeti epizódokban Carter hangja is Cs. Németh Lajos volt). Mikor Peter veséje felmondja a szolgálatot, odaadja neki az egyiket, mondván, nem akarja az utolsó fizető betegeit is elveszíteni. Klónozási kísérlettel ő teremtette Ernie-t, a csirkét.
- Frank Sinatra Jr. (önmaga, magyar hangja Rosta Sándor, Várday Zoltán és Petridisz Hrisztosz): énekes, dalszerző, aki Briannel barátkozik össze. Egy időben közösen nyitnak egy klubot, valamint később egy éttermet. Halála után a karaktert kiírták a sorozatból.
- Isten (Seth MacFarlane, magyar hangja változó): Jézus Krisztus apja, az Univerzum teremtője. Sztereotíp módon ábrázolják a külsejét: egy nagyszakállú, kopaszodó, idős férfi, fehér köntösben. Isteni mivolta ellenére számos emberi gyarlósággal is bír a sorozatban, például szexuális túlfűtöttség vagy szociális megbízhatatlanság, illetve az egyik részben céloznak rá, hogy enyhén autista.
- Horace (John Brennan, magyar hangja Cs. Németh Lajos): a Részeges Kagyló kocsma tulajdonosa hosszú évek óta. Egy időben eladja a helyet hogy Floridába költözzön, de hamar visszatér. Egy baseball-meccs során Jerome eltalálja egy labdával és meghal.
- Jake Tucker (Seth MacFarlane): Tom Tucker fia, akinek fordítva van az arca a fején. Eleinte elkényeztetett kölyöknek tűnik, de mindennél fontosabb lenne számára, ha az apja figyelne rá.
- James Woods (önmaga, magyar hangja Rosta Sándor): az azonos nevű színész sorozatbeli alteregója, aki itt egy bűnöző hajlamú szociopata. Miután Peter a tiszteletére átnevezteti a helyi középiskolát az ő nevére, barátok lesznek, de csak addig, míg James Woods féltékeny nem lesz Brianre. Megszabadulnak tőle, de később visszatér, amikor is bosszúból ellopja Peter személyazonosságát. Még később tönkreteszi Brian nagyszerű TV-sorozat ötletét, amelyből "Osztály, picsázz!" címmel csinál egy alpári szitkomot. Egy epizódban meghívja egy kastélyba Quahog lakóinak színe-javát, ahol elmondja, hogy szeretne bocsánatot kérni mindenkitől, mert új barátnője mellett hithű katolikus lett. Még aznap este megölik őt, ám kiderül, hogy a "hollywoodi törvények értelmében" mivel ő egy színész, ezért egy fiatal lány életerejét pumpálhatják át bele, amitől újra életre kel, és ott folytatja, ahol abbahagyta. Tom Tuckertől elragadja Petert az egyik epizódban, amikor azt akarja, hogy legyen a menedzsere, a kulisszák mögötti epizódban pedig ő a műsorvezető.
- Jeffrey (Mike Henry): Bruce élettársa, akit a legtöbbször csak megemlítenek, illetve képernyőn kívül beszél.
- Jerome (Kevin Michael Richardson, magyar hangja Vass Gábor, egyes részekben Harsányi Gábor, majd Kálid Artúr): Cleveland távozása után a többiek őt választják, mint az "új feka" a csapatban. Peter féltékeny lesz rá, amikor kiderül, hogy Loisszal jártak régebben. Miután Horace meghal, ő veszi meg a Részeges Kagylót és lesz a hely új csaposa is. Van egy Pam nevű lánya, akivel Chris jár az egyik epizódban, apja nagy bosszúságára. Jellegzetes mély hangja van, amit a héliumos lufi sem torzít el.
- Jézus Krisztus (Alec Sulkin, magyar hangja Stern Dániel és Király Adrián): Isten fia, aki több epizódban felbukkan gegszereplőként, később pedig az epizód cselekményének a főszereplője is lesz. Első ilyen megjelenésekor Peter bátorítja, hogy fedje fel magát az emberek előtt, hogy visszatért, de nagyképűvé válik és emiatt le kell vonnia a tanulságokat. Egy másik részben szűznek hazudja magát, csak hogy lefekhessen Loisszal – mint kiderül, ezt másokkal is eljátszotta már.
- Jillian Russell-Wilcox (Drew Barrymore, magyar hangja Sági Tímea és Gáspár Kata): Brian csinos, de nagyon buta bulímiás barátnője, aki a sztereotipikus szőke nőt képviseli a sorozatban. Ő Brian első komoly kapcsolata, mely több epizódon keresztül tart, és végül azért szakítanak, mert Brian igazából össze se akart vele költözni, mert neki kényelmesebb volt anélkül. Jillian ezután Adam Westtel jön össze, majd összeházasodik a tökéletes férfival, Derek Wilcox-szal. Dereket a kastélyban játszódó epozódban megölik, így Jillian özvegy lesz.
- Jim Kaplan (Danny Smith, magyar hangja Renácz Zoltán): szélhámos, mindig ráveszi Petert hogy vásároljon meg vagy írjon alá különféle haszontalan dolgokat – és sokszor nem is kell nagyon küzdenie ezért. Hol egy motor nélküli autót, hol egy tankot, hol vulkánbiztosítást sóz rá.
- Dignified Q. Blackman bíró (Phil LaMarr, magyar hangja Cs. Németh Lajos): afroamerikai bíró, aki olyankor bukkan fel, ha valamelyik szereplőnek bíróság elé kell állnia.
- Lou Spinazola: főbérlő abban a házban, ahol Brian él, mikor elköltözik otthonról, hogy egyedül éljen.
- Paddy Tanninger: a korai részekben szereplő kötekedős, vörös hajú taxisofőr és autókereskedő. Az ötödik évad harmadik részében Brian halálra gázolja egy tankkal.
- Rupert: Stewie (korábban Chris) plüssmacija, aki annak ellenére, hogy élettelen, megszemélyesített figura, és nagyon fontos Stewie-nak. Időnként úgy tűnik, mintha egyfajta párkapcsolatban élnének. Többször is megsérül, ilyenkor megjavítják, de az egyik részben Brian részegen miszlikbe tépi, ami miatt Stewie meggyűlöli Briant, és kapcsolatuk csak akkor normalizálódik, mikor egy hegyről szétszórják a játék hamvait. Aznap este hazafelé Brian vesz egy pontosan ugyanolyan macit, amitől Stewie azt hiszi, hogy Rupert visszatért.
- Seamus Levine (Seth MacFarlane, magyar hangja Varga Tamás, Csuha Lajos, Forgács Gábor): egy fakezű-falábú idős, kalózruhát viselő halász. Jobb szemét kötés borítja. Az egyik epizód szerint nyaktól lefelé fából van, fia, Woody hasonlóan néz ki.
- Miss Tammy (Rachael MacFarlane): Stewie óvónője.
- Vinny (Tony Sirico, magyar hangja Görög László): fiatal kis olasz agár kutya, állítása szerint "cicavadász" alomból. Peter egy menhelyről viszi haza, miután Brian meghal. Igyekszik beilleszkedni a családba, és még Stewie bizalmát is elnyeri, pedig ő nagyon gyászolja Briant. Amikor aztán Stewie-nak módjában áll visszacsinálni a múltban történteket, végül Vinny sem lesz a család része. Egy későbbi epizódban látható, ahogy Oliviával gyerekdalokat énekel.

## Gegekben felbukkanó karakterek
- Al Harrington (Danny Smith, magyar hangja Szatmári Attila): a saját magáról elnevezett "integető-hajbókoló lufiember-üzlet" tulajdonosa. Rettentő gyorsan és marketingízűen beszél, próbálva meggyőzni a potenciális ügyfeleket reklámjaiban.
- A Borbély Kvartett (Jon Joyce, Bob Joyce, Rick Logan, Randy Kershaw): négy férfi, akik egyes epizódokban dallal illusztrálják a történteket.
- Buzz Killington (Danny Smith): egy XIX. századi módon öltözködő és viselkedő brit úriember, aki a gegekben, amelyekben szerepel, rendre elrontja a jó hangulatot érthetetlen favicceivel. Eredeti neve utalás ugyanezen fahumorra (buzzkill).
- Conway Twitty: az Egyesült Államokban közismert country-énekes, akinek a dalait (gyakran teljes hosszúságukban) akkor játsszák be, amikor az adott szereplőnek, jellemzően Peternek, figyelemelterelésre van szüksége.
- Sütiszörny és Nagy Madár: a Szezám utca című sorozat szereplői, akik drogfüggőként vannak ábrázolva.
- Ernie, az óriás csirke (Danny Smith, magyar hangja Kassai Károly): egy emberméretű, sárga kakas, aki a legváratlanabb pillanatokban botlik bele Peterbe, és ilyenkor percekig rendkívül erőszakos módon verekednek, elpusztítva a környezetükben mindent. A harcokat mindig Peter nyeri, szemlátomást megölve ellenfelét, de az mindig túléli. Az ellenségeskedés az egyik rész szerint azért kezdődött köztük, mert a csirke lejárt kuponokat adott Peternek – egy másik rész szerint még fiatal korukban Peter véletlenül behúzott egyet a csirkének a Newport Country Club bálján. Egy epizódban megszakítják a harcot, annak értelmetlenségét látva, kibékülnek, majd összevesznek azon, hogy melyiköjük fizesse ki a békülős vacsora számláját, és ekkor újrakezdik az egészet.
- Gonosz majom (Danny Smith, magyar hangja Szatory Dávid): Chris szekrényében élő állat, aki vicsorogva, remegő manccsal mutat rá váratlanul felbukkanva, a frászt hozva a fiúra. A majom létét senki nem hajlandó komolyan venni, egészen addig, míg Chris el nem fogja. Akkor költözött a szekrénybe, amikor elvált a feleségétől, és azt állítja, hogy sosem akarta megijeszteni Christ, csak éppen nem tudott soha szóhoz jutni, a mancsa pedig azért remegett, mert rézhiányos. Chris bizalmatlan vele szemben, de a majom segít neki a tanulmányaiban, és végül jóbarátok lesznek. Később elköltözik és Jake Tucker szekrénye lesz az új otthona.
- Flintstone Frédi (Jeff Bergman, magyar hangja Papp János): a "Flintstone család" című sorozat főszereplője, aki a magyar szinkronos másik sorozathoz hasonlóan itt is leginkább rímekben beszél.
- A KISS tagjai: alkalmanként megjelennek különféle jelenetekben, illetve az egyik epizódban a "KISS-karácsony" című fiktív műsorban szerepelnek, valamint egy másikban Peter és Lois a koncertjükön vesznek részt. Szerepeltetésük annak köszönhető, hogy Seth MacFarlane nagy rajongója a zenekarnak.
- Zsírral bekent süket fickó (Mike Henry): egy pucér, tetőtől talpig ragacsos anyaggal (a magyar szinkron korai részeiben mézzel, egyébként zsírral) borított férfi, aki mindig rohan, és közben hangosan artikulál (mert süket is). Korábban ügyvéd volt, az egyik epizód tanúsága szerint Peter és Ernie egyik verekedése miatt felrobbant mellette egy tartálykocsi, melynek tartalma beterítette őt, a forróság pedig leégette a ruháját.
- James III. Pelikán (Chris Sheridan): nemesi származású illető, akinek komikusan hosszú az állkapcsa, annyira, hogy egyáltalán nem érteni azt, amit mond.
- Kool-Aid Guy (Seth MacFarlane): egy Amerikában népszerű üdítőital, a Kool-Aid kabalafigurája, egy hatalmas élő kancsó, benne vörös színű itallal. Valahányszor azt mondja több karakter is egy adott helyszínen, hogy "Jaj, ne!", ő áttöri a falat, és azt mondja: "Jaj, de!". Meglepődve a tettén, olyankor elsunnyogva távozik.
- Ferenc és Viktor erőművészek (eredetileg Phineas és Barnaby): két XIX. századi módon kinéző és öltözködő testépítő férfi. Nevüket a magyar szinkronban a Rippel fivérek után kapták.
- Tomik és Bellgarde (John Viener és Alec Sulkin): két külföldi férfi, sztereotíp módon ábrázolják azokat, akik elég időt töltöttek az Egyesült Államokban ahhoz, hogy szerintük megtanuljanak angolul.
- Vern és Johnny (Seth MacFarlane): két vásári komédiás, csíkos ruhába öltözve. Vern valami vicceset szeretne előadni, vagy énekelni, ami sosem sikerül túl jól, erre azt mondja Johnny-nak, hogy játsszon valamit a hamis pianínón, ami mindig a "Galloping Gertie" című dal. Az egyik részben Stewie megöli mindkettejüket, ezután még egyszer jelennek meg: Vern mint egy szellem, akihez Johnny a pokolból játszik (Vern elmondása szerint azért került a pokolra, mert a kisfiúkat szerette).

## Fordítás
- Ez a szócikk részben vagy egészben  a   List of Family Guy characters című angol Wikipédia-szócikk ezen változatának fordításán alapul.  Az eredeti cikk szerkesztőit annak laptörténete sorolja fel. Ez a jelzés csupán a megfogalmazás eredetét és a szerzői jogokat jelzi, nem szolgál a cikkben szereplő információk forrásmegjelöléseként.